# Ipiés
Ipiés es una localidad española perteneciente al municipio de Sabiñánigo, en la comarca del Alto Gállego, provincia de Huesca, Aragón. Está formado por unas ocho viviendas y una casa de turismo rural. Se encuentra al final de la carretera de 2 km  que parte del desvío en el Hostal de Ipiés de la N-330.

## Geografía
Ipiés se encuentra en el Prepirineo, al sur de la comarca del Alto Gállego. Rodeado de campos de labranza y bosques de pinos y robles, alternado con extensas áreas de salagón. 

### Clima
El clima de Ipiés es continental de interior con rasgos de montaña. Las temperaturas fácilmente bajan en invierno hasta los -15 °C pero en verano superan los 30 °C. Precipitaciones de nieve en invierno que puede prolongarse hasta mediados de la primavera, lluvia en primavera y otoño, y calor con tormentas en verano, aunque menos frecuentes que en el resto del Pirineo.

## Historia
El 4 de diciembre de 1097 Pedro I donó la población al monasterio de Montearagón Eximino por los servicios prestados tanto a él como a su padre Sancho Ramírez.

## Demografía

### Localidad
Datos demográficos de la localidad de Ipiés desde 1900:
| 42                    | 58 | 66 | 55 | 41 | 45 | 24 | 17 | 6 | 3 | 9 | 11 | 11 |
| (Fuente: IAEST e INE) |    |    |    |    |    |    |    |   |   |   |    |    |

- Datos referidos a la población de derecho.

### Antiguo municipio
Datos demográficos del municipio de Ipiés desde 1842:
| 43            | -- | -- | -- | -- | -- | -- | -- | -- |
| (Fuente: INE) |    |    |    |    |    |    |    |    |

- Entre el censo de 1857 y el anterior, este municipio desaparece porque se integra en el municipio de Jabarrella.
- Datos referidos a la población de derecho, excepto en los censos de 1857 y 1860 que se refieren a la población de hecho.

## Toponimia
Desde 1024 aparece en la documentación histórica citado como Ipiés, Ipesse, Ipiessi, Hipies e Ypies.

## Patrimonio arquitectónico
El casco urbano del pueblo lo conforma un pequeño número de casas restauradas además de una iglesia con restos románicos. También se pueden ver algunas pardinas antiguas que se encuentran a poca distancia del pueblo. Destacar La Casa de Luminosa declarada lugar de interés cultural por el Gobierno de Aragón en el año 2002.

## Entorno natural
Desde Ipiés se pueden iniciar diferentes sendas dependiendo de la forma física. Para aquellos que prefieren un paseo tranquilo, pueden dar una vuelta al pueblo siguiendo el camino de la iglesia. Sin embargo siguiendo las marcas de PR puede accederse al monasterio de San Andrés de Fanlo, el pueblo de Yebra de Basa o Peña Cuervas y Abenilla.